# Låktatjåkka
Låktatjåkka, nordsamiska Luoktačohkka, är en fjälltopp i den lappländska fjällvärlden i Kiruna kommun. Här finns Sveriges högst belägna fjällstation Låktatjåkkastugan, som ligger 1 228 meter över havet. Stugan är bemannad under vårvinter och sommar med personal och det finns möjlighet att hyra logi och köpa lagade maträtter. Avståndet till Låktatjåkkastugan från Björkliden är cirka 10 km.

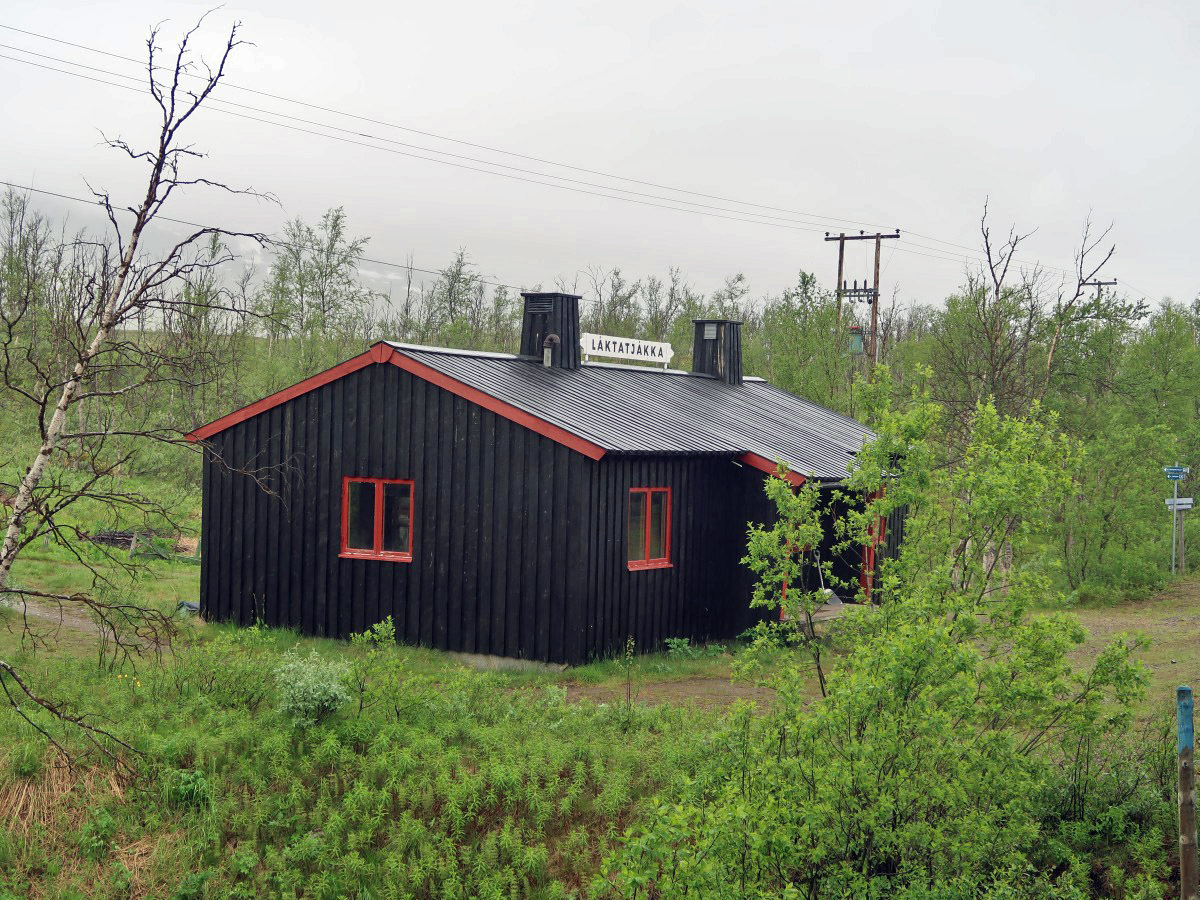
Låktatjåkka hållplats.

Nordväst om berget finns Låktatjåkka hållplats på Malmbanan. Vissa tåg mellan Kiruna och Narvik gör uppehåll för av- och påstigande. Från hållplatsen finns en vandringsled upp till Låktatjåkkastugan.